# Anti Tour
Az Anti Tour volt az ausztrál énekesnő Kylie Minogue tizenharmadik turnéja a „K25” projekt részeként. A turné 2012. március 18-án indult az ausztrál Melbourne-ben, a Palace Theatre-ben és 2012. április 3-án végződött a londoni Hammersmith Apollo-ban, az Egyesült Királyságban. A turné során négy koncert lett megtartva Ausztráliában és három az Egyesült Királyságban.
Korábbi turnéival ellentétben, Minogue csak B-oldalas dalokat, demókat és ritkaságokat adott elő kisebb helyszíneken, kis létszámú közönség előtt, intimebb közegben, kis számú koncerten.

## Háttér és gyártás
2011 áprilisában az Aphrodite: Les Folies Tour alatt az Idolator-nek adott interjújában a következőket mondta az Anti Tour koncepcióját illetően:
Korábban soha nem csináltam hasonlót, olyat, mint egy anti-turné, ahol nincsenek táncosok és fények. Csak a zene van és olyan dalokat adok elő, melyeket a szuper rajongók szeretnek nagyon és soha máshol nem lesznek hallhatóak. Szerintem nagyon menő lenne nagyon kicsi helyszíneken lenni, például egy egy hétig tartó koncertsorozatot tartani valahol, mindent lecsupaszítva és olyan dalokat előadni, melyekért sírnának a szuper rajongók.
Miután az első két koncert Ausztráliában jegyei a meghirdetésük után pár perccel elfogytak, Minogue közleményben tudatta, hogy mindkét napon egy második koncertet szintén fog adni. 2012. március 25-én Minogue bejelentette, hogy két koncertet fog adni az Egyesült Királyságban áprilisban, köztük egyet a Hammersmith Apollo-ban, ahol 2003-ban a Money Can’t Buy elnevezésű koncertet rendezte meg, melyre csak meghívásos alapon lehetett bejutni. Mindkét angliai koncert jegyei elfogytak 10 perc alatt, melyek hamarosan megtalálhatóak lettek viszonteladói honlapokon az eredeti árnál olcsóbban. A nagy érdeklődésre való tekintettel Manchesterben egy második koncert is meg lett hirdetve.

## Az előadott dalok listája
1. „Magnetic Electric” (bónuszdal az X albumról a dél-ázsiai turné kiadásában)
2. „Made in Heaven” (B-oldal a kislemezről „Je Ne Sais Pas Pourquoi”)
3. „Cherry Bomb” (B-oldal a kislemezről „Wow”)
4. „B.P.M.” (B-oldal a kislemezről „I Believe in You”)
5. „Mighty Rivers” (bónuszdal az iTunes Deluxe Edition albumról Aphrodite)
6. „I’m Over Dreaming (Over You)” (az albumról Enjoy Yourself)
7. „Always Find the Time” (az albumról Rhythm of Love)
8. „You’re the One” (kiadatlan dal az Impossible Princess sessionről)
9. „Tightrope” (B-oldal a kislemezről „In Your Eyes” és ausztrál bónuszdal az albumról Fever)
10. „Paper Dolls” (B-oldal a kislemezről „Spinning Around”)
11. „Stars” (az albumról X)
12. „Drunk” (az albumról Impossible Princess)
13. „Say Hey” (az albumról Impossible Princess)
14. „Too Much” (az albumról Aphrodite)
15. „Bittersweet Goodbye” (az albumról Light Years)
16. „Disco Down” (az albumról Light Years)
17. „I Don’t Need Anyone” (az albumról Impossible Princess)
18. „Got to Be Certain” (az albumról Kylie)
19. „Things Can Only Get Better” (az albumról Rhythm of Love)

Ráadás
1. „Tears on My Pillow” (az albumról Enjoy Yourself)
2. „Enjoy Yourself” (az albumról Enjoy Yourself)

## Egyéb előadások
- A „That’s Why They Write Love Songs”, mely az X album készítése során készült, de kiadatlan maradt, minden ausztrál koncerten elő lett adva a záró rész első dalaként. A záró rész előtti utolsó dalként lett előadva.
- A „Do It Again”, mely a „Wow” kislemez B-oldalaként jelent meg, minden angliai koncerten elő lett adva a záró rész első dalaként.
- A „Give Me Just a Little More Time” a Let’s Get to It lemezről az utolsó angliai koncerten csendült fel egy rögtönzés keretében.
- A „It’s No Secret” a Kylie lemezről rögtönözve lett előadva az összes angliai koncerten.
- A „One Boy Girl” a Rhythm of Love lemezről az utolsó két angliai koncerten lett előadva a záró rész keretében.
- A „What Kind of Fool (Heard All That Before)” egy rövid részlete lett előadva az egyik Melbourne-i és az egyik Manchester-i koncerten.

## A turné állomásai
| Dátum             | Város      | Ország    | Helyszín           |
| ----------------- | ---------- | --------- | ------------------ |
| Ausztrália        |            |           |                    |
| 2012. március 18. | Melbourne  | Austrália | Palace Theatre     |
| 2012. március 18. | Sydney     | Austrália | Big Top, Luna Park |
| Európa            |            |           |                    |
| 2012. április 1.  | Manchester | Anglia    | Manchester Academy |
| 2012. április 2.  | Manchester | Anglia    | Manchester Academy |
| 2012. április 3.  | London     | Anglia    | Hammersmith Apollo |

## Fordítás
- Ez a szócikk részben vagy egészben  az   Anti Tour című angol Wikipédia-szócikk ezen változatának fordításán alapul.  Az eredeti cikk szerkesztőit annak laptörténete sorolja fel. Ez a jelzés csupán a megfogalmazás eredetét és a szerzői jogokat jelzi, nem szolgál a cikkben szereplő információk forrásmegjelöléseként.